# 大叶地不容
大叶地不容（学名：Stephania dolichopoda）是防已科千金藤属的植物。分布在印度以及中国大陆的广西、云南等地，生长于海拔950米至1,100米的地区，一般生于林缘以及沟溪边，目前尚未由人工引种栽培。